# Jaroslav Kuba
Jaroslav Kuba (* 1951) je český právník.

## Život
Vystudoval Právnickou fakultu UK a Filozofickou fakultu UK. Kandidátská práce se věnovala problematice filosofie práva se zřetelem na lidská práva. Roku 1988 na základě pozvání USIA získal stáž na Kolumbijské univerzitě. Je člen Fulbrightovy nadace a Konzultativního orgánu právnického prezidenta republiky. Píše pro Britské listy.

## Politické názory
Už počátkem roku 1989 mu bylo údajně naznačeno, že na podzim bude sametová revoluce. Věří tedy, že USA a SSSR se předem dohodli. Musel jsem se usmívat nad jeho kategorickým tvrzením, že „Listopad“ nebyl výsledkem konspirace, něčeho předem dojednaného. A dodává: Všem, kteří mně začnou obviňovat z konspiračních výmyslů, doporučuji si v Ústavu pro studium totalitních režimů vyhledat práci jejího bývalého ředitele Pavla Žáčka. Zmiňuje v ní existenci dokumentů, podle nichž měl Gorbačov alternativní plán: Silou zasáhnout proti vedení KSČ a ČSSR, kdyby se postavilo proti „sametové revoluci“.